# Абу'л Бака Халід I
Абу'л Бака Халід I ан-Насір (араб. أبو البقاء خالد الناصر الأول; д/н — 1311) — 10-й султан і 9-й халіф Держави Хафсідів у 1309—1311 роках.

## Життєпис
Онук султана Абу Ісхак Ібрагіма I і син Абу Закарії Ях'ї, еміра Беджаї. Батько Халіда з 1285 року з перемінним успіхом боровся за владу. На 1294 року він вже володів західними землями держави Хафсіди та Південною Іфрікією з Триполітанією. Проте наступні війни проти військ маринідського султана Абу Якуб Юсуфа спричинило втрату більшості володінь. Сам Халід був валі (намісником) Костянтини.
1301 року після смерті батька став новим еміром Беджаї. Мусив і далі, до 1304 року, боротися з Маринідами. 1307 року уклав зі своїм стриєчним братом — халіфом Мухаммадом II, за якою після смерті останнього Абу'л Бака Халід мав успадкувати трон.
1309 року після смерті халіфа шейхи берберів з «партії альмохадів» всупереч угоді 1307 року оголосили халіфом стриєчного брата Халіда — Абу Бакра ібн Абу Фаріса. Натомість Абу'л Бака Халід швидко рушив на столицю держави Туніс. Його підтримали араби-ку'уба. Зрештою він захопив місто, стративши спочатку візира Мухаммада ібн Арзакана, а потім халіфа Абу Бакра I.
Для зміцнення свого становища призначив свого брата Абу Бакра валі Костянтини й фактично оборонцем західних володінь. Також призначив на найвищі державні посади представників Беджаї та Костянтини. Втім з самого початку не міг встановити тверду владу. Вже 1309 року повстав у Східному Магрибі стриєчний брат Ях'я ібн Халід, якого втім швидко було подолано.
1310 року повстав брат Абу Бакр, що захопив Беджаю. Почалися хвилювання серед берберів і арабів. Халіф фактично перестав контролювати Триполітанію. В Іфрікії почалося повстання на чолі з аль-Хабіром. 1311 року в розпал загального розгардіяшу Абу'л Бака Халід I був повалений внаслідок змови «партії альмохадів» на чолі із Закарією ібн аль-Ліх'яні.